# Nikita Bedrin
Nikita Vjačeslavovič Bedrin (in russo Никита Вячеславович Бедрин?; Belgorod, 6 gennaio 2006) è un pilota automobilistico russo, diventato campione nella classe OK della WSK Super Master Series nel 2020.
Dal 2023 partecipa alla Formula 3 correndo con licenza italiana.

## Carriera

### Kart e Formula 4
Nel 2016 Bedrin inizia a correre in kart a livello agonistico. In quell'anno vince il campionato russo nella Super Mini, l'anno seguente nella classe 60 Mini vince il Trofeo Industrie e la WSK Final Cup. Nel 2018 si unisce al Tony Kart Racing Team, nella classe OKJ vince il campionato italiano, arriva terzo nella WSK Euro Series. Nel 2020 con il team Ward Racing vince il WSK Super Master Series ed ottiene il quarto posto nel Campionato europeo CIK-FIA nella classe OK.
Nel 2021 Bedrin dopo un'ottima carriera in kart passa alle corse in monoposto, esordisce nei primi round della Formula 4 EAU con il team Xcel Motorsport. Per il resto dell'anno si unisce al team Van Amersfoort Racing per competere nella Formula 4 ADAC e Formula 4 italiana. Bedrin ottiene una vittoria in entrambe le serie e conquista nove podi in totale, a fine stagione chiude ottavo nella serie tedesca e quinto nella serie italiana.
Nel 2022 Bedrin si unisce al team PHM Racing e compete nella Formula 4 EAU, dove ottiene due vittorie, nella Formula 4 ADAC dove ottiene due podi e nella Formula 4 italiana dove ottiene una vittoria e sei podi. Il pilota russo, a causa delle sanzioni della FIA per l'Invasione russa dell'Ucraina, decide di correre sotto la bandiera italiana.

### Formula Regional e Formula 3

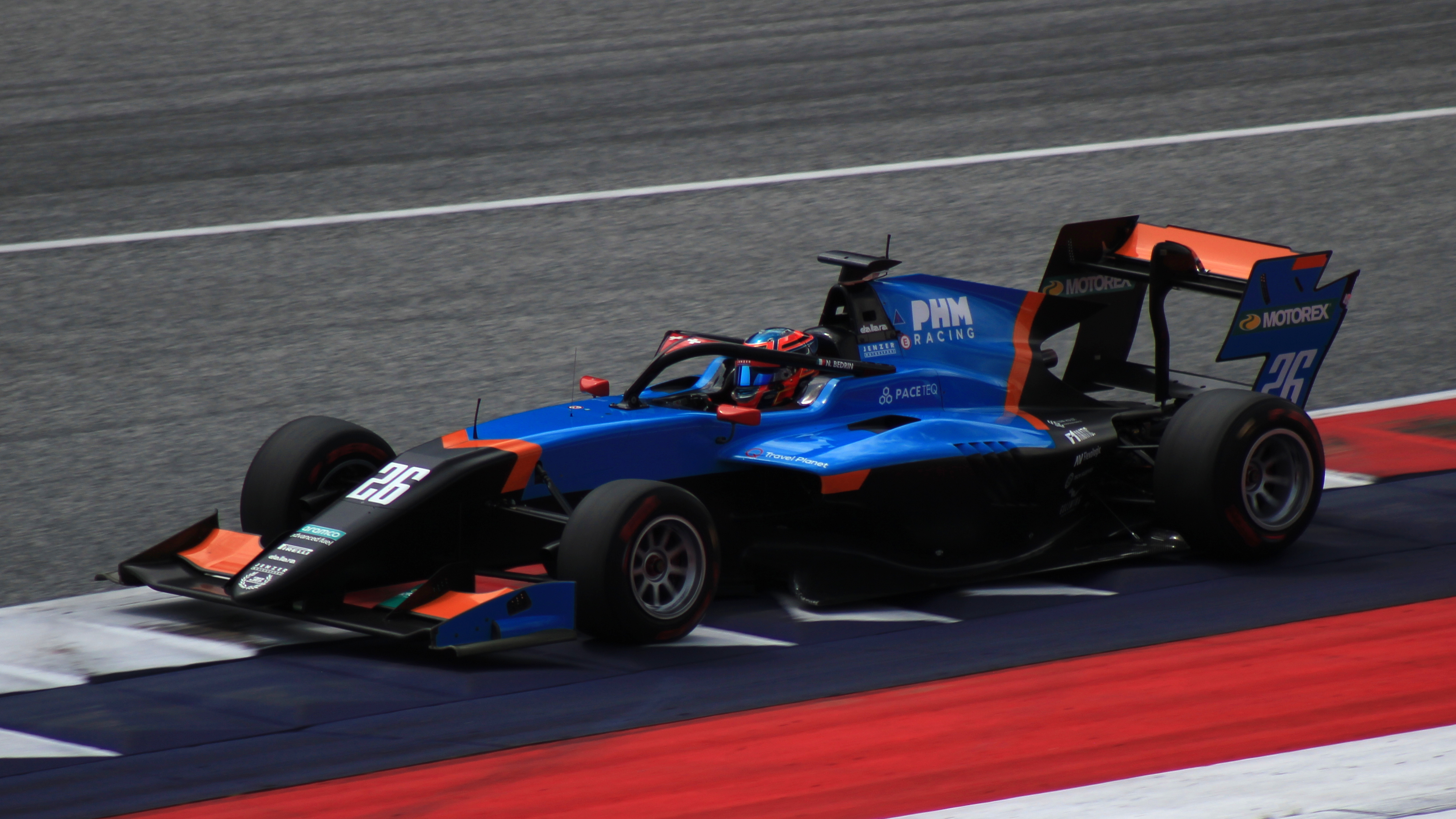
Nikita Bedrin alla guida della Dallara F3 2019

Nel settembre del 2022 partecipa ai test post stagionali del Campionato di Formula 3 a Jerez con il team Jenzer. Nell'inverno del 2023 sempre con PHM Racing partecipa alla Formula Regional Middle East. Nella serie asiatica ottiene due vittorie: la prima a Dubai davanti a Taylor Barnard e la seconda a Yas Marina davanti a Andrea Kimi Antonelli, Bedrin chiude al ottavo posto in classifica. 
Nel resto dell'anno si unisce al team Jenzer Motorsport correndo nella Formula 3. Dopo un inizio in difficoltà riesce ad ottenere due podi, il primo al Hungaroring dove chiude terzo dietro Gabriele Minì e Gabriel Bortoleto, il secondo podio arriva a Spa-Francorchamps dietro Taylor Barnard e Christian Mansell. Bedrin chiude la stagione con due podi e ventiquattro punti che lo portano al diciottesimo posto. Lo stesso anno prende parte anche al round di Zandvoort della Formula Regional europea con il team Monolite Racing. 

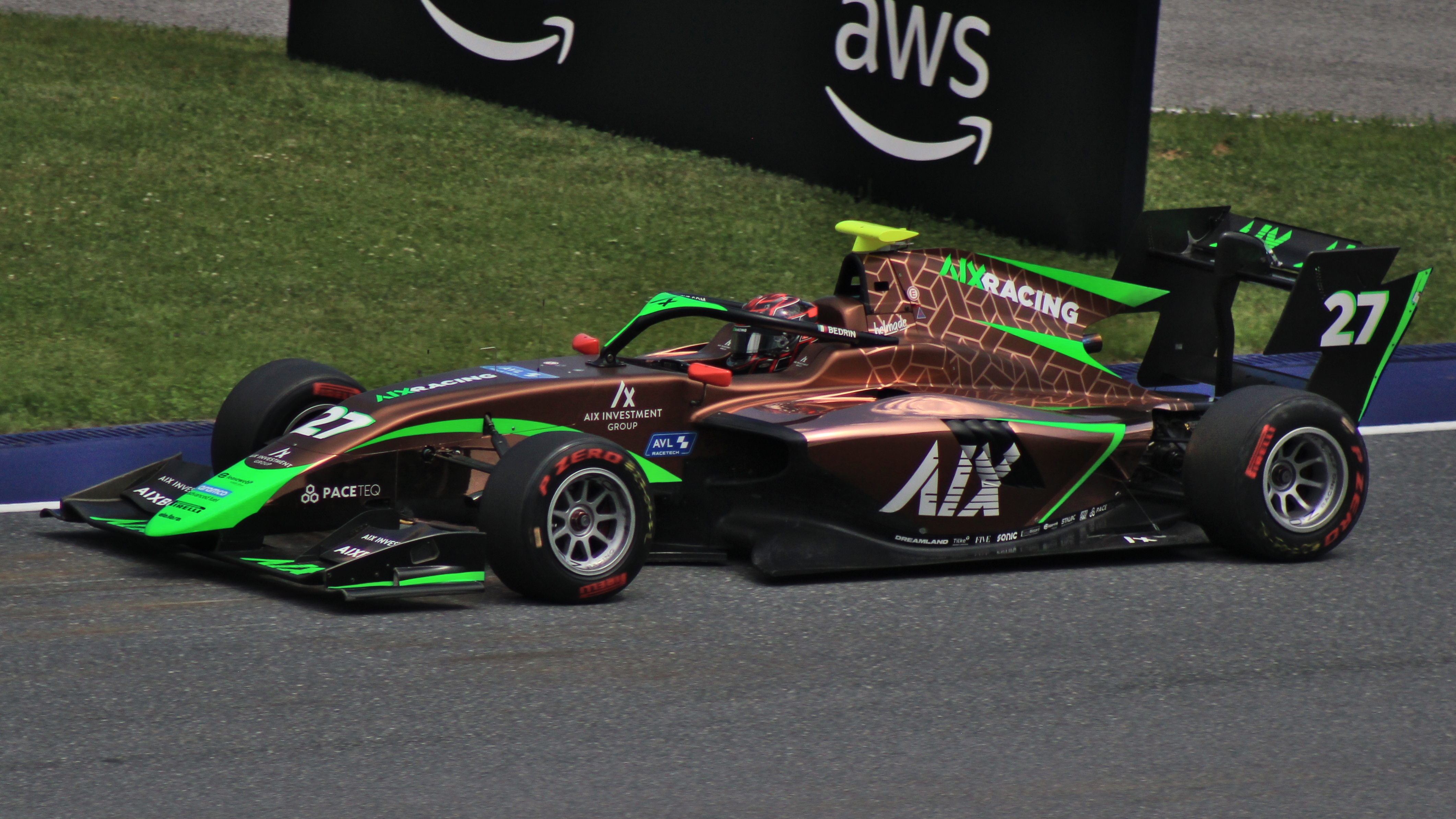
Nikita Bedrin alla guida della Dallara F3 nel 2024

Per la stagione 2024 di Formula 3 passa al team PHM AIX Racing. Il pilota russo si dividerà correndo anche nella Formula Regional europea con il team MP Motorsport. In Formula 3 ottiene la prima vittoria nella gara uno del Hungaroring, partito secondo ha superato Dino Beganovic in partenza e ha tagliato il traguardo davanti al suo compagno di team Tasanapol Inthraphuvasak. Per il team tedesco è la prima vittoria nella categoria. Chiude la sua seconda stagione in Formula 3 al diciannovesimo posto con 25 punti guadagnati.
Nella stagione 2025 rimane in Formula 3 correndo per il team AIX Racing.

## Risultati

### Riassunto della carriera
| Stagione | Serie                               | Team                  | Gare | Vittorie | Pole | G.V | Podio | Punti | Pos. |
| -------- | ----------------------------------- | --------------------- | ---- | -------- | ---- | --- | ----- | ----- | ---- |
| 2021     | Formula 4 EAU                       | Xcel Motorsport       | 9    | 0        | 0    | 0   | 1     | 71    | 11º  |
| 2021     | Formula 4 ADAC                      | Van Amersfoort Racing | 18   | 1        | 0    | 0   | 5     | 147   | 5º   |
| 2021     | Formula 4 italiana                  | Van Amersfoort Racing | 21   | 1        | 0    | 0   | 4     | 103   | 8º   |
| 2022     | Formula 4 EAU                       | PHM Racing            | 19   | 2        | 1    | 1   | 6     | 198   | 4º   |
| 2022     | Formula 4 ADAC                      | PHM Racing            | 18   | 1        | 0    | 1   | 6     | 175   | 4º   |
| 2022     | Formula 4 italiana                  | PHM Racing            | 20   | 0        | 0    | 0   | 2     | 77    | 12º  |
| 2023     | Formula Regional Middle East        | PHM Racing            | 15   | 2        | 2    | 0   | 2     | 78    | 8º   |
| 2023     | Formula 3                           | Jenzer Motorsport     | 18   | 0        | 0    | 0   | 2     | 24    | 18º  |
| 2023     | Formula Regional europea            | Monolite Racing       | 2    | 0        | 0    | 0   | 0     | -     | NC   |
| 2023     | Formula Regional europea            | Van Amersfoort Racing | 2    | 0        | 0    | 0   | 1     | -     | NC   |
| 2024     | Formula 4 degli Emirati Arabi Uniti | AIX Racing            | 9    | 3        | 2    | 4   | 0     | 124   | 5º   |
| 2024     | Formula 3                           | AIX Racing            | 20   | 1        | 0    | 1   | 0     | 25    | 19º  |
| 2024     | Formula Regional europea            | MP Motorsport         | 14   | 0        | 0    | 0   | 0     | 26    | 19º  |
| 2025     | Formula Regional Middle East        | Saintéloc Racing      | 6    | 1        | 2    | 2   | 4     | 92    | 11º  |
| 2025     | Formula 3                           | AIX Racing            | 2    | 0        | 0    | 0   | 0     | 17*   |      |

* Stagione in corso.

### Risultati in Formula 4 EAU
(legenda) (Le gare in grassetto indicano la pole position) (Le gare in corsivo indicano Gpv)
| Stagione | Team            | 1   | 2   | 3   | 4   | 5   | 6   | 7   | 8   | 9   | 10  | 11  | 12  | 13  | 14  | 15  | 16  | 17  | 18  | 19  | 20  | Punti | Pos. |
| -------- | --------------- | --- | --- | --- | --- | --- | --- | --- | --- | --- | --- | --- | --- | --- | --- | --- | --- | --- | --- | --- | --- | ----- | ---- |
| 2021     | Xcel Motorsport | DUB | DUB | DUB | DUB | YAS | YAS | YAS | YAS | DUB | DUB | DUB | DUB | YAS | YAS | YAS | YAS | YAS | YAS | YAS | YAS | 71    | 11º  |
| 2021     | Xcel Motorsport | 8   | 7   | 7   | 5   | 8   | 6   | 3   | 6   | 5   | INF | INF | INF |     |     |     |     |     |     |     |     | 71    | 11º  |
| 2022     | PHM Racing      | DUB | DUB | DUB | DUB | YAS | YAS | YAS | YAS | DUB | DUB | DUB | DUB | DUB | DUB | DUB | DUB | YAS | YAS | YAS | YAS | 198   | 4º   |
| 2022     | PHM Racing      | 6   | 6   | Rit | NP  | 8   | 11  | 7   | 1   | 2   | 2   | 7   | 6   | 3   | 6   | 4   | 5   | 2   | 1   | Rit | 6   | 198   | 4º   |
| 2024     | PHM Racing      | ABU | ABU | ABU | ABU | ABU | ABU | DUB | DUB | DUB | ABU | ABU | ABU | DUB | DUB | DUB |     |     |     |     |     | 124   | 5º   |
| 2024     | PHM Racing      | 9   | 1   | 7   | 3   | 5   | 7   | 1   | 5   | 1   |     |     |     |     |     |     |     |     |     |     |     | 124   | 5º   |

### Risultati in Formula 4 italiana
(legenda) (Le gare in grassetto indicano la pole position) (Le gare in corsivo indicano Gpv)
| Stagione | Team           | 1   | 2   | 3   | 4   | 5   | 6   | 7   | 8   | 9   | 10  | 11  | 12  | 13  | 14  | 15  | 16  | 17  | 18  | 19  | 20  | 21  | Punti | Pos. |
| -------- | -------------- | --- | --- | --- | --- | --- | --- | --- | --- | --- | --- | --- | --- | --- | --- | --- | --- | --- | --- | --- | --- | --- | ----- | ---- |
| 2021     | Van Amersfoort | LEC | LEC | LEC | MIS | MIS | MIS | VAL | VAL | VAL | IMO | IMO | IMO | RBR | RBR | RBR | MUG | MUG | MUG | ITA | ITA | ITA | 103   | 8º   |
| 2021     | Van Amersfoort | 13  | 21  | Rit | 5   | 10  | Rit | 16  | Rit | 15  | 2   | 3   | 1   | Rit | Rit | 17  | 5   | 6   | 3   | 16  | 10  | 16  | 103   | 8º   |
| 2022     | PHM Racing     | IMO | IMO | IMO | MIS | MIS | MIS | SPA | SPA | SPA | VAL | VAL | VAL | RBR | RBR | RBR | MON | MON | MON | MUG | MUG | MUG | 77    | 12º  |
| 2022     | PHM Racing     | 3   | 9   | 6   | 9   | 9   | 28† | 6   | 3   | 17  | 11  | 9   | 19  | 7   | 5   | 7   | 31† | 11  | C   | 12  | 15  | 10  | 77    | 12º  |

### Formula Regional Middle East
| Stagione | Squadra          | 1   | 2   | 3   | 4   | 5   | 6   | 7   | 8   | 9   | 10  | 11  | 12  | 13  | 14  | 15  | Punti | Pos. |
| -------- | ---------------- | --- | --- | --- | --- | --- | --- | --- | --- | --- | --- | --- | --- | --- | --- | --- | ----- | ---- |
| 2023     | PHM Racing       | DUB | DUB | DUB | KMT | KMT | KMT | KMT | KMT | KMT | DUB | DUB | DUB | ABU | ABU | ABU | 78    | 8º   |
| 2023     | PHM Racing       | Rit | 15  | 7   | Rit | 13  | 9   | 5   | Rit | 15  | 5   | 19  | 1   | Rit | 10  | 1   | 78    | 8º   |
| 2025     | Saintéloc Racing | ABU | ABU | ABU | ABU | ABU | ABU | DUB | DUB | DUB | ABU | ABU | ABU | LUS | LUS | LUS | 92    | 11º  |
| 2025     | Saintéloc Racing |     |     |     |     |     |     |     |     |     | 9   | 2   | Rit | 1   | 3   | 3   | 92    | 11º  |

### Risultati in Formula 3
(legenda) (Le gare in grassetto indicano la pole position) (Le gare in corsivo indicano Gpv)
| Anno | Team              | 1   | 2   | 3   | 4   | 5   | 6   | 7   | 8   | 9   | 10  | 11  | 12  | 13  | 14  | 15  | 16  | 17  | 18  | 19  | 20  | Punti | Pos. |
| ---- | ----------------- | --- | --- | --- | --- | --- | --- | --- | --- | --- | --- | --- | --- | --- | --- | --- | --- | --- | --- | --- | --- | ----- | ---- |
| 2023 | Jenzer Motorsport | BHR | BHR | MEL | MEL | MON | MON | CAT | CAT | RBR | RBR | SIL | SIL | HUN | HUN | SPA | SPA | MNZ | MNZ |     |     | 24    | 18º  |
| 2023 | Jenzer Motorsport | 16  | 17  | 15  | Rit | 15  | 12  | 10  | 11  | 25  | 13  | 18  | 17  | 3   | 23  | 11  | 3   | 15  | Rit |     |     | 24    | 18º  |
| 2024 | AIX Racing        | SAK | SAK | MEL | MEL | IMO | IMO | MON | MON | CAT | CAT | RBR | RBR | SIL | SIL | HUN | HUN | SPA | SPA | MNZ | MNZ | 25    | 19º  |
| 2024 | AIX Racing        | 13  | 18  | 13  | 8   | 6   | 30  | Rit | 24  | Rit | Rit | 13  | Rit | 13  | 9   | 1   | 7   | 13  | 23  | Rit | 13  | 25    | 19º  |
| 2025 | AIX Racing        | AUS | AUS | SAK | SAK | IMO | IMO | MON | MON | CAT | CAT | RBR | RBR | SIL | SIL | SPA | SPA | HUN | HUN | MON | MON | 12*   |      |
| 2025 | AIX Racing        | 6   | 4   |     |     |     |     |     |     |     |     |     |     |     |     |     |     |     |     |     |     | 12*   |      |

### Risultati Formula Regional europea
(legenda) (Le gare in grassetto indicano la pole position) (Le gare in corsivo indicano Gpv)
| Stagione | Squadra       | 1   | 2   | 3   | 4   | 5   | 6   | 7   | 8   | 9   | 10  | 11  | 12  | 13  | 14  | 15  | 16  | 17  | 18  | 19  | 20  | Punti | Pos. |
| -------- | ------------- | --- | --- | --- | --- | --- | --- | --- | --- | --- | --- | --- | --- | --- | --- | --- | --- | --- | --- | --- | --- | ----- | ---- |
| 2024     | MP Motorsport | HOC | HOC | SPA | SPA | ZAN | ZAN | HUN | HUN | MUG | MUG | LEC | LEC | IMO | IMO | RBR | RBR | CAT | CAT | MNZ | MNZ | 26    | 19º  |
| 2024     | MP Motorsport | 6   | 8   |     |     | 11  | 9   |     |     | 8   | 16  |     |     | Rit | 10  | 15  | 7   | 20  | 21  | 17  | 6   | 26    | 19º  |